# Lego Marvel Super Heroes
LEGO Marvel Super Heroes es un videojuego de acción-aventura de 2013 desarrollado por TT Games y publicado por Warner Bros. Interactive Entertainment para Xbox 360, Xbox One,  PlayStation 3, PlayStation 4, Wii U, Nintendo DS, Nintendo 3DS, Nintendo Switch, PlayStation Vita y Microsoft Windows y por Feral Interactive para OS X. El juego cuenta con una jugabilidad similar a la de los otros títulos de Lego, como Lego Star Wars: The Complete Saga y Lego Batman 2: DC Super Heroes, alternando entre varias secuencias de acción y aventura y escenarios de resolución de puzles.

## Trama
El juego comienza cuando Silver Surfer, heraldo de Galactus, es perseguido por S.H.I.E.L.D. y Iron Man, y es derribado del cielo por el Doctor Doom con su tabla de surf rompiéndose en varios "ladrillos cósmicos" que caen sobre la Tierra. Con estos bloques que contienen un poder inmenso, Doom forja una alianza con Loki y reúne una banda de villanos para hacer el "Rayo Mortal de la Muerte". Sin embargo, el director de S.H.I.E.L.D. Nick Fury exhorta a los superhéroes para recuperar estos bloques antes de que sean capturados por otros villanos como Magneto y muchos otros.
El Hombre de Arena y Abominación mantienen como rehén a toda la estación Grand Central en busca de un ladrillo cósmico, lo que llama la atención de Iron Man y Hulk a los que más tarde se les une Spider-Man y derrotan a los dos villanos, así, aseguran el ladrillo cósmico. Después de eso, Fury le asigna a Mr. Fantástico y al Capitán América encontrar más ladrillos. Los dos saltan en caída libre del Helitransporte al Edificio Baxter, bajo el control del Doctor Octopus. Persiguiendo al villano, a los dos héroes se les une Spider-Man y los tres derrotan a Octopus, pero el ladrillo cósmico es robado por el Duende Verde que se dirige a la Torre Oscorp Nacional . Spider-Man se dirige allí con la ayuda de la Viuda Negra y Ojo de Halcón, pero el Duende Verde escapa y los héroes se ven obligados a hacer frente a Venom.
Después de eso, Hulk, Iron Man y Wolverine se unen para ir a la Balsa, y luchan contra el Líder, Abominación y Dientes de Sable. Magneto es revelado como un autor intelectual detrás de la fuga masiva allí, y rápidamente escapa de la instalación. Después de perder su armadura por Magneto, Iron Man se dirige a la Torre Stark con el Capitán América para conseguir un traje nuevo. Pero los dos se ven obligados a lidiar con el Mandarín y Aldrich Killian. Después, la Viuda Negra, Ojo de Halcón, la Antorcha Humana y el Capitán América van a una base de Hydra para hacer frente al Cráneo Rojo y lo derrotan.
Después de esto, el Capitán América y la Antorcha Humana se van para reunirse con Wolverine y Thor para ir a enfrentar Loki en Asgard. Al llegar al puente Bifrost, descubren que Loki se ha aliado con los Gigantes de Hielo. Ellos se abren camino hasta Loki y se ven obligados a luchar contra la armadura Destructor. Después de eso, Wolverine lleva el Teseracto al Profesor X en la Mansión X, pero la mansión es atacada. Jean Grey, Cíclope, Tormenta, el Hombre de Hielo y Bestia encuentran a Juggernaut y lo combaten allí.
En este momento, Nick Fury decide iniciar la Operación: Latveria: ir a detener al Doctor Doom. Fury y los Cuatro Fantásticos viajan al castillo de Doom para encontrarlo pero en su lugar luchan contra el Duende Verde. Después de eso, Iron Man, Thor y Spider-Man le hacen frente a M.O.D.O.K. y sus fuerzas de AIM bajo el océano en un submarino. Después de eso, Magneto usa sus poderes en la Estatua de la Libertad y la libera sobre Mr. Fantástico, Wolverine y Hulk. Los héroes luchan contra Mente Maestra y hasta caen bajo su control brevemente. En la Isla del Asteroide M, Tormenta, La Cosa y el Capitán América combaten a Rhino y Mística que está disfrazada de Magneto. En el Asteroide M, el plan del Doctor Doom y Loki llega a su fin, pero Iron Man, Thor y Spider-Man llegan para detenerlos. Finalmente derrotan a Magneto. En esa batalla, Iron Man y Thor son incapacitados, y Spider-Man debe enfrentar a Doom con la ayuda de Tormenta, La Cosa y el Capitán América, también derrotando a los Doom-bots.
Sólo quedando Loki, él revela su elaborado plan para utilizar el poder de Galactus para destruir la Tierra y Asgard. Con la llegada de Galactus, Loki utiliza su dispositivo para controlar su mente. Sin otras opciones, Fury reúne a los héroes y los villanos para derrotar a Galactus en el Helitransporte, dividiendo las fuerzas combinadas en varios equipos. Galactus es succionado hacia un portal con Loki y los villanos dejan el Helitransporte como parte de su acuerdo con los héroes.
En la escena poscréditos, la limpieza en la Estatua de la Libertad está siendo supervisada por Nick Fury. De repente, los Guardianes de la Galaxia llegan y Fury ve después a Pantera Negra con su gato.

### Lista de personajes
- Iron Man (Mark 1)
- Iron Man (Mark 6)
- Iron Man (Mark 7)
- Iron Man (Mark 42)
- Iron Man (Tony Stark)
- Iron Man (Tony Stark (ropa interior))
- Iron Man (Edad Heroica)
- Iron Man (Armadura Rompecorazones)
- Hulk
- Hulk (Bruce Banner)
- Spider-Man
- Spider-Man (Peter Parker)
- Spider-Man (F.F.)
- Capitán América
- Capitán América (Clásico)
- Mr. Fantástico
- Mr. Fantástico (F.F.)
- Ojo de Halcón
- Viuda Negra
- Lobezno
- Lobezno (Capucha)
- Antorcha Humana
- Thor
- Thor (Clásico)
- Cíclope
- Cíclope (Astonishing)
- Jean Grey
- Jean Grey (Fenix)
- Tormenta
- Bestia
- Hombre de Hielo
- Mujer Invisible
- Mujer Invisible (F.F.)
- La Cosa
- La Cosa (F.F.)
- Nick Furia
- Maria Hill
- Agente Coulson
- Abominación
- Hombre Absorbente
- Aldrich Killian
- Hombre Hormiga
- Arcángel
- Tía May
- Escarabajo
- Rayo Negro
- Gata Negra
- Pantera Negra
- Blade
- Blob
- Bullseye
- Capitán Britania
- Matanza
- Coloso
- Curt Connors
- Curt Connors (Lagarto)
- Control de Daños
- Daredevil
- Masacre
- Destructor (Minifigura)
- Doctor Muerte
- Doctor Octopus
- Doctor Octopus (Ultimate)
- Doctor Extraño
- Robot Muerte
- Robot Muerte Serie V
- Dormammu
- Drax
- Electro
- Electro (Ultimate)
- Elektra
- Emma Frost
- Gigante de Hielo
- Galactus
- Gambito
- Gamora
- Motorista Fantasma
- Duende Verde
- Duende Verde Ultimate
- Groot
- Gwen Stacy
- Kaos
- Heimdall
- H.E.R.B.I.E.
- Howard el Pato
- Agente de Hydra
- Iron Fist
- Iron Man (Hulkbuster)
- John Jonah Jameson
- Juggernaut
- Kingpin
- Secuaz de Kingpin
- Kraven el Cazador
- Kurse
- Laufey
- Líder
- Libertad
- Loki
- Magneto
- Acólito de Magneto
- Malekith
- Mandarín (Película)
- Mandarín
- Mary Jane Watson
- Mente Maestra
- Minicentinela
- MODOK
- Caballero Luna
- Ms. Marvel
- Misterio
- Mística
- Pesadilla
- Nova
- Pepper Potts
- Pepper Potts (Rescate)
- Polaris
- Power Man
- Profesor X
- Mariposa Mental
- Punisher
- Pyro
- Hulk Rojo
- Hulk Rojo (General T. Ross)
- Cráneo Rojo
- Rhino
- Mapache Cohete
- Ronan el Acusador
- Guardia de Roxxon
- Dientes de Sable
- Hombre de Arena
- Matón del Hombre de Arena
- Hulka
- Agente de S.H.I.E.L.D.
- Conmocionador
- Samurai de Plata
- Silver Surfer
- Spider-Woman
- Chica Ardilla
- Stan Lee
- Stan Lee (Hulk Stan)
- Star-Lord
- Spider-Man Superior
- Super-Skrull
- Científico Simbiótico
- Científico Simbiótico NBQ
- Supervisor
- Sapo
- Union Jack
- Veneno
- Víbora
- Buitre
- Máquina de Guerra
- Máquina de Guerra (Iron Patriot)
- Avispa
- Latigazo
- Ojo de Halcón (clásico) -
- Spider-Man (simbiótico) -

- = LEGO Marvel Super Heroes DLC: Super Pack
Spider man ff
/ = LEGO Marvel Super Heroes DLC: Asgard Pack

## Jugabilidad
Siguiendo con el estilo de juego de los últimos títulos de Lego, los jugadores serán capaces de controlar aproximadamente 150 personajes del Universo Marvel, cada uno con sus propias habilidades únicas. Por ejemplo, Spider-Man puede balancearse en sus redes y utilizar su sentido arácnido, mientras que Hulk, que es más grande que las minifiguras estándar, puede lanzar objetos grandes, así como encogerse en Bruce Banner para acceder a los ordenadores. Se ha confirmado que Galactus será el principal antagonista en el juego. Según el director del juego, Arthur Parsons, y el productor, Phil Ring, uno de los lugares principales de Lego Marvel Super Heroes es una versión Lego de Nueva York. Además, se creó una versión de Lego de Asgard.
El equipo creativo también ha incorporado al cocreador de Marvel Comics Stan Lee en el juego. Será parte de las misiones llamadas "Stan en peligro", similar a las misiones "ciudadano en peligro" de los juegos anteriores. También es un personaje jugable, y tiene varias de las habilidades de los otros personajes (como las redes de Spider-Man, una combinación de la visión de calor de la Antorcha Humana y el rayo óptico de Cíclope, la capacidad de Mr. Fantástico para aferrarse, un esqueleto de adamantium cuando toda la salud se agota, y la capacidad de transformarse en una versión de Hulk de Lee).
Los jugadores también podrán explorar la versión Marvel de la Ciudad de Nueva York de forma libre tanto en exteriores como en interiores, pues es posible acceder a ciertos edificios y manejar todo tipo de vehículos. Cada edificio contará con su propia historia cuando se entre y será narrada por Masacre. Para desbloquear el modo libre hay que completar las primeras misiones

## Reparto de voces
Similar a Lego Batman 2: DC Super Heroes, Lego The Lord of the Rings y Lego City Undercover, Lego Marvel Super Heroes presenta minifiguras que hablan, lo que lo convierte en el cuarto juego de Lego en contar con diálogo real. Los actores de voz James Arnold Taylor, Fred Tatasciore, Maurice LaMarche, Dee Bradley Baker, Steven Blum, Nolan North, Roger Craig Smith, Travis Willingham, Troy Baker, John Eric Bentley, Laura Bailey, Danielle Nicolet, Adrian Pasdar, Phil LaMarr y Dave Boat retomarán sus roles como Spider-Man, Hulk, el Doctor Muerte, Hombre de Arena, Mr. Fantástico, Lobezno, Masacre, el Capitán América, la Antorcha Humana, Thor, Loki, Nick Furia, la Viuda Negra, Tormenta, Iron Man, Máquina de Guerra y la Cosa respectivamente. Además, John DiMaggio será la voz del principal antagonista del juego, Galactus, mientras Clark Gregg retomará su papel como el agente Phil Coulson del Universo cinematográfico de Marvel y Stan Lee será la voz de sí mismo. Robin Atkin Downes y Andrew Kishino será la voz de Rhino y Juggernaut con Boat también siendo la voz de Veneno. David Sobolov, Greg Cipes, James Horan, J.B. Blanc, Jeffrey Combs, Kari Wahlgren, Tara Strong y Yuri Lowenthal fueron contratados en papeles sin especificar.

## Recepción
El juego recibió críticas positivas en todas sus versiones desde su lanzamiento.